# Potașnea, Radomîșl
Potașnea (în ucraineană Поташня) este un sat în comuna Koceriv din raionul Radomîșl, regiunea Jîtomîr, Ucraina.

## Demografie
Componența lingvistică a localității Potașnea
     Ucraineană (93,5%)
     Romani (4,88%)
     Alte limbi (1,62%)
Conform recensământului din 2001, majoritatea populației localității Potașnea era vorbitoare de ucraineană (93,5%), existând în minoritate și vorbitori de romani (4,88%).